# Hứa Kì Lượng
Hứa Kì Lượng (giản thể: 许其亮, bính âm:Xu Qiliang; sinh tháng 3 năm 1950- ngày 2 tháng 6 năm 2025) là Thượng tướng Không quân Quân Giải phóng Nhân dân Trung Quốc. Ông hiện là Ủy viên Bộ Chính trị, Phó Chủ tịch Quân ủy Trung ương Trung Quốc.
Ông nhập ngũ vào tháng 7 năm 1966, gia nhập Đảng Cộng sản Trung Quốc tháng 7 năm 1967. Đại hội khóa 14, 15 được bầu làm Ủy viên dự khuyết Trung ương Đảng, Đại hội 16, 18 được bầu làm Ủy viên Trung ương Đảng, tại Đại hội Đảng Cộng sản Trung Quốc lần thứ 18 được bầu làm Ủy viên Bộ Chính trị Đảng Cộng sản Trung Quốc.

## Tiểu sử
Hứa Kì Lượng sinh tháng 3 năm 1950 trong một gia đình nông dân ở thôn Hoa Viên Hà, trấn Ngũ Tỉnh, huyện Lâm Cù, tỉnh Sơn Đông.
Năm 1983, tấn thăng sư đoàn trưởng, năm sau làm phó quân trưởng. Năm 1985, làm tham mưu trưởng sở chỉ hủy không quân Thượng Hải, được cử đi học ở Đại học Quốc phòng. Năm 1991, được thăng quân hàm Thiếu tướng Không quân. Năm 1993 được phong phó tham mưu trưởng Không quân Quân Giải phóng Nhân dân Trung Quốc, được cử đi học ở Đại học Quốc phòng. Năm 1994, bổ nhiệm làm Tham mưu trưởng. Năm 1996, thụ phong hàm Trung tướng Không quân.
Năm 1999, Tư lệnh Không quân Quân khu Thẩm Dương.
Năm 2001, tiếp tục được cử đi học ở Đại học Quốc phòng.
Năm 2004, làm Phó Tổng Tham mưu trưởng Quân Giải phóng Nhân dân Trung Quốc. Năm 2007, được thăng quân hàm Thượng tướng Không quân. Phụ trách quân đội Trung Quốc trong Sứ mệnh hòa bình 2007. Trong Đảng và Quốc hội Trung Quốc lần 11 được bầu vào Quân ủy Trung ương và Ủy ban Quân sự Trung ương Cộng hòa Nhân dân Trung Hoa
Tháng 9 năm 2007, bổ nhiệm giữ chức Tư lệnh Không quân Quân Giải phóng Nhân dân Trung Quốc. Tháng 11 năm 2012, được bầu vào Ủy ban Quân sự Trung ương Đảng, Phó chủ tịch Quân ủy phụ trách Quân sự và chính trị.
Ngày 11 tháng 7 năm 2014, được phân công phụ trách công tác chống tham nhũng và hạ bệ những bè phái tham nhũng trong quân đội.
Ngày 25 tháng 10 năm 2017, phiên họp toàn thể đầu tiên của Ban Chấp hành Trung ương Đảng Cộng sản Trung Quốc khóa XIX đã bầu Hứa Kì Lượng tái đắc cử Phó Chủ tịch Quân ủy Trung ương.